# Schloss Wolkenstein (Erzgebirge)
Burg Wolkenstein, umgangssprachlich meist Schloss Wolkenstein genannt, ist eine hochmittelalterliche Burg in der Stadt Wolkenstein im Erzgebirgskreis in Sachsen (Deutschland). Seit 1963 befindet sich hier u. a. das Museum Schloss Wolkenstein.

## Geographische Lage
Die Höhenburg liegt rund 80 Meter oberhalb der Zschopau in einer Schleife der Zschopau (in der Nähe der Preßnitzmündung) auf einem nach Westen gerichteten markanten Felsvorsprung/Bergsporn. Ihre strategische Funktion war der Schutz einer Handelsstraße nach Böhmen.

## Geschichte

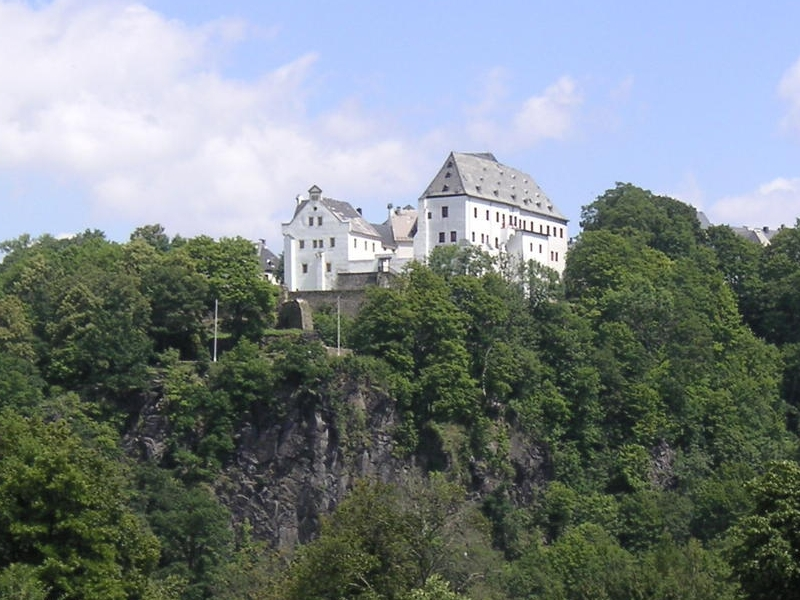
Burg Wolkenstein über dem Zschopautal von Südwesten (März 2010)

Die Burg Wolkenstein wurde im 13. Jahrhundert erstmals urkundlich erwähnt. Laut Geupel wurde der Name "Wolkenstein" erstmals 1350 erwähnt. Die Herren von Waldenburg saßen als Ministeriale im Auftrag des deutschen Königs auf der Burg im Pleißenland, das anlässlich der Ostkolonisation unter deutsche Herrschaft gekommen war. Ab 1378 war Wolkenstein der Hauptsitz der Waldenburger. Nach dem Tod des letzten Waldenburgers fiel der Besitz 1473 als erledigtes Lehen an die Landesherren, die Wettiner. Nach 1500 war sie im Besitz von Heinrich dem Frommen, der als Nachgeborener die Ämter Wolkenstein und Freiberg zu seiner Versorgung erhielt. Er ließ die Burg ausbauen und nutzte sie als Jagdschloss. Sein Sohn August richtete sich die Anlage um 1550 als Schloss im Stil der Renaissance zum Wohnsitz ein, nutzte sie aber nach seiner Ernennung zum Kurfürsten von Sachsen 1553 nur noch als Nebenwohnsitz. Aufgrund der Schäden des Dreißigjährigen Krieges und der schleichenden Verwahrlosung verfielen einige Teile der Anlage. Bis zum 19. Jahrhundert dienten die Hauptgebäude als kursächsischer Amtssitz und bis in das 20. Jahrhundert als königlich-sächsisches Amtsgericht, später wurde dort eine Strafanstalt untergebracht, die bis 1951 bestand. Nach dem Ende des Zweiten Weltkriegs wurden die Räumlichkeiten bis in die 1990er Jahre zu Wohnzwecken genutzt, 1963 entstand in einem Teil des Westflügels eine Heimatstube mit Handwerkerräumen, ab 1984 dienten Bereiche des Schlosses als landeskundliches Kabinett mit Volkskunstschule.
Die im Areal (vor 1983) gemachten Funde sind dem 12.–15. Jh. zugehörig. Als Burgstall wurde das Schlossareal am 5. Mai 1969 als Bodendenkmal eingetragen.

## Nutzung seit 1990
Die Heimatstube wandelte sich nach der Wende in das Heimatmuseum der Stadt, wurde vergrößert und erhielt den Namen Museum Schloss Wolkenstein. Eine Gastwirtschaft (Zum Grenadier) befindet sich im Erdgeschoss, das Wolkensteiner Standesamt nutzt das historische Trauzimmer. Der Fürstensaal, ein restaurierter Festsaal im Südflügel, erinnert an die Zeit der wettinischen Herrschaft und dient für Veranstaltungen.

## Baubeschreibung
Das Aussehen der ursprünglichen Anlage ist nicht bekannt. Die ältesten erhaltenen Bauteile der historisch gewachsenen Anlage sind der aus dem 14. Jahrhundert stammende Wohnturm und das Küchenhaus im Nordosten des Schlosses. Der Kernbau der Anlage wird von Bauexperten und Historikern auf das 15. Jahrhundert datiert. Im 16. Jahrhundert kamen Süd- und Nordflügel mit Torhaus hinzu. Obwohl der burgartige, wehrhafte Charakter der Gesamtanlage dominiert, hieß der Komplex schon 1372 auch slosz Wolkenstein.

Galerie
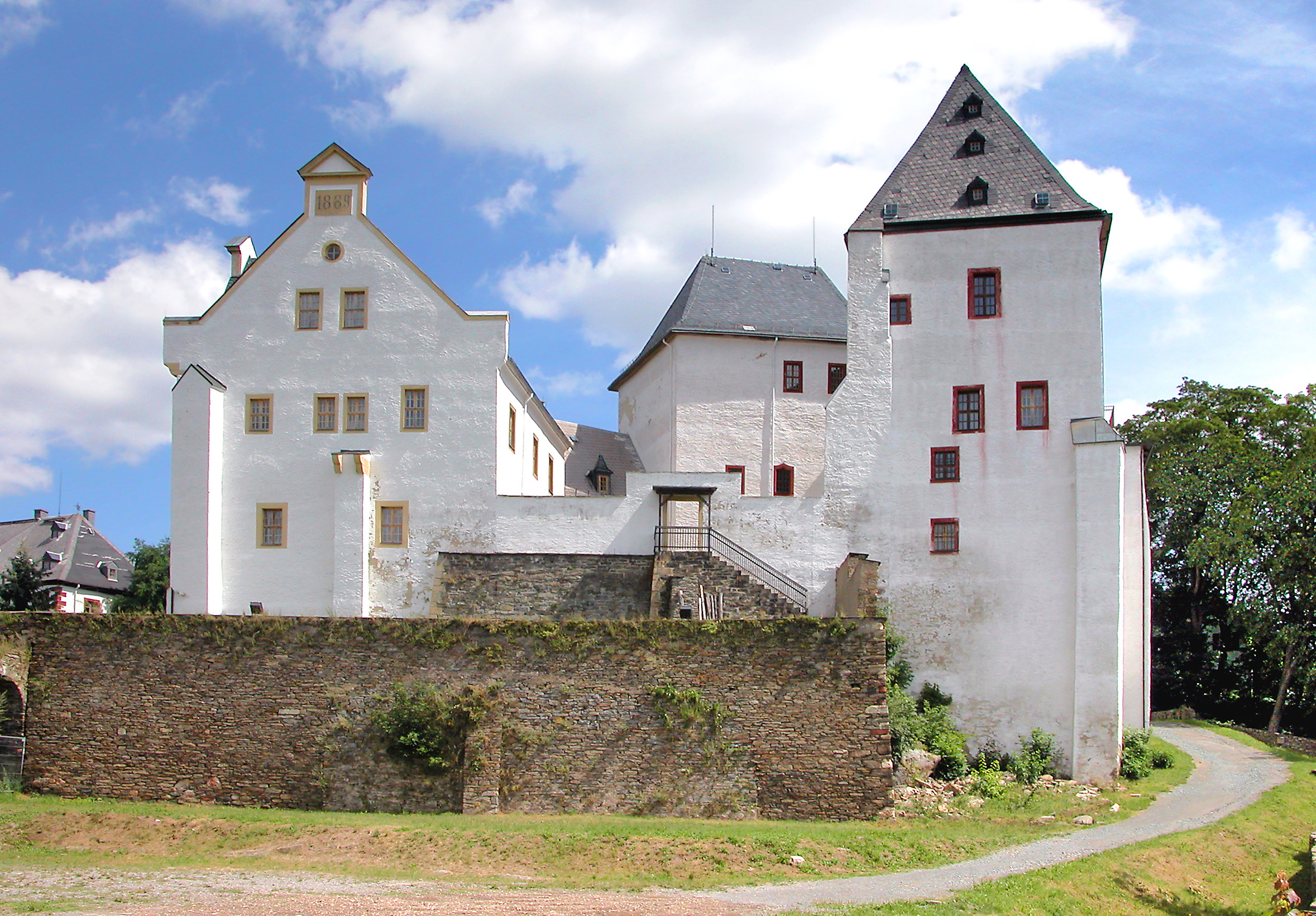
Schloss Wolkenstein von der Vorburg aus SW gesehen
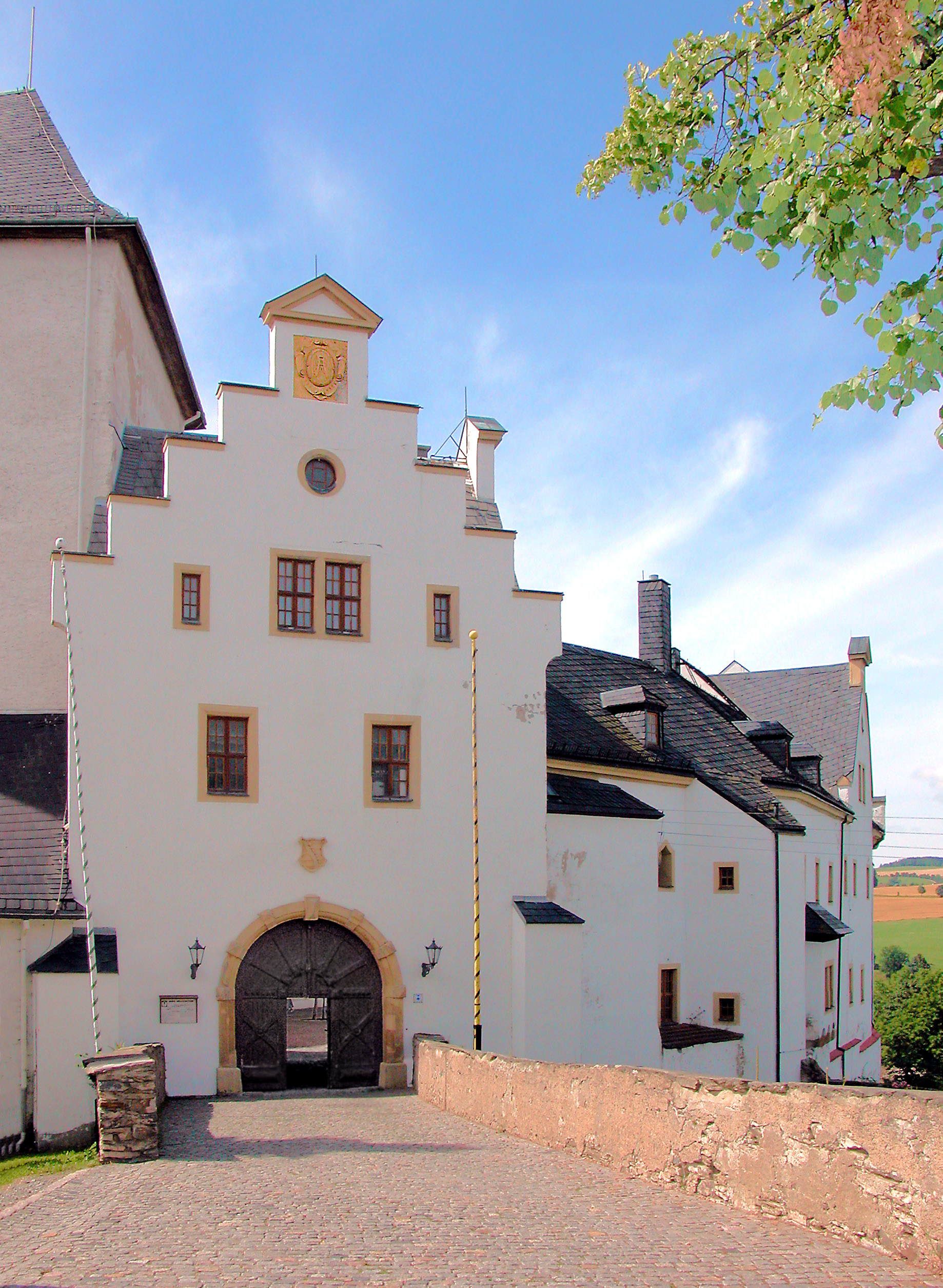
Torhaus (2006)
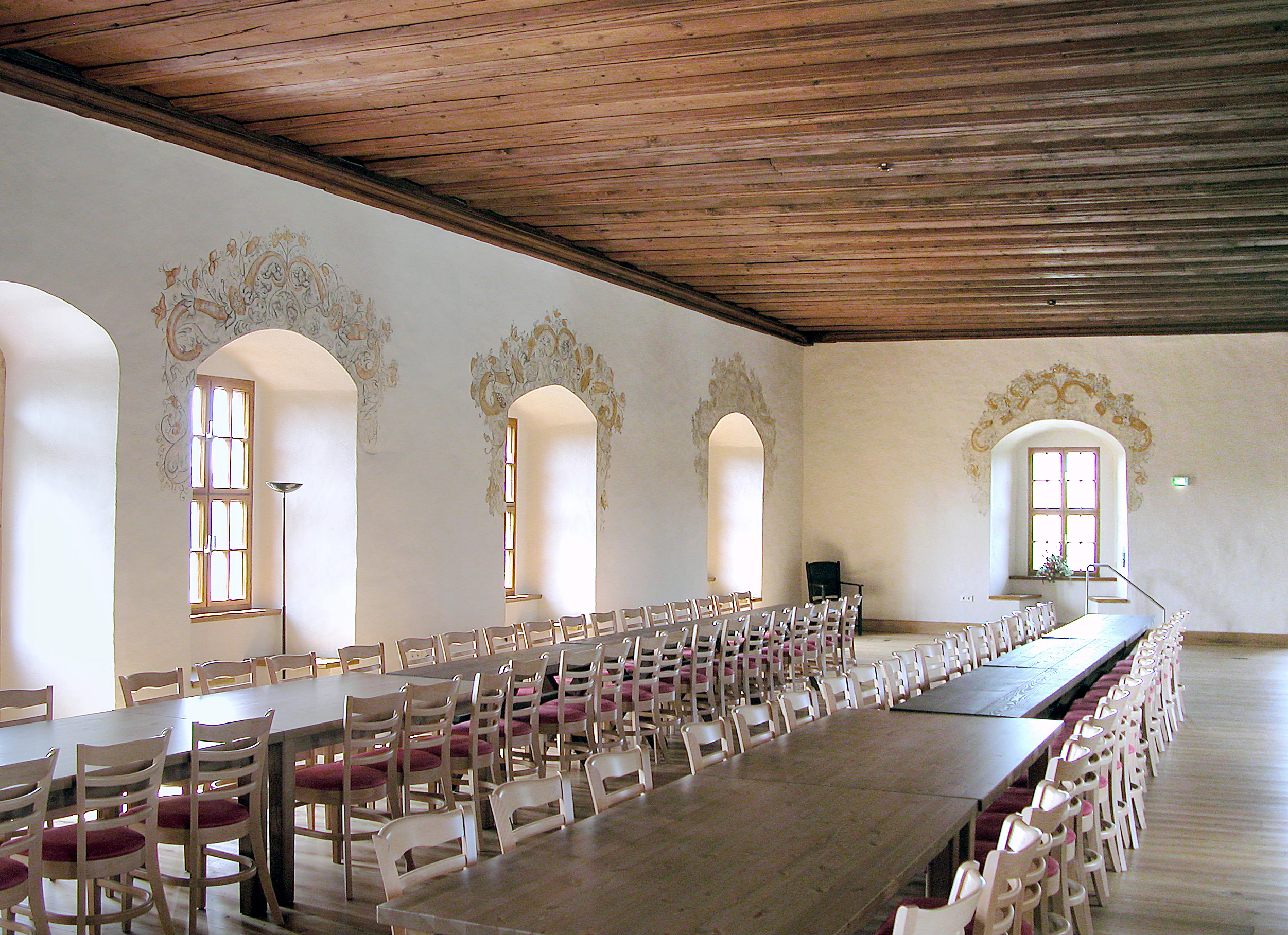
Fürstensaal
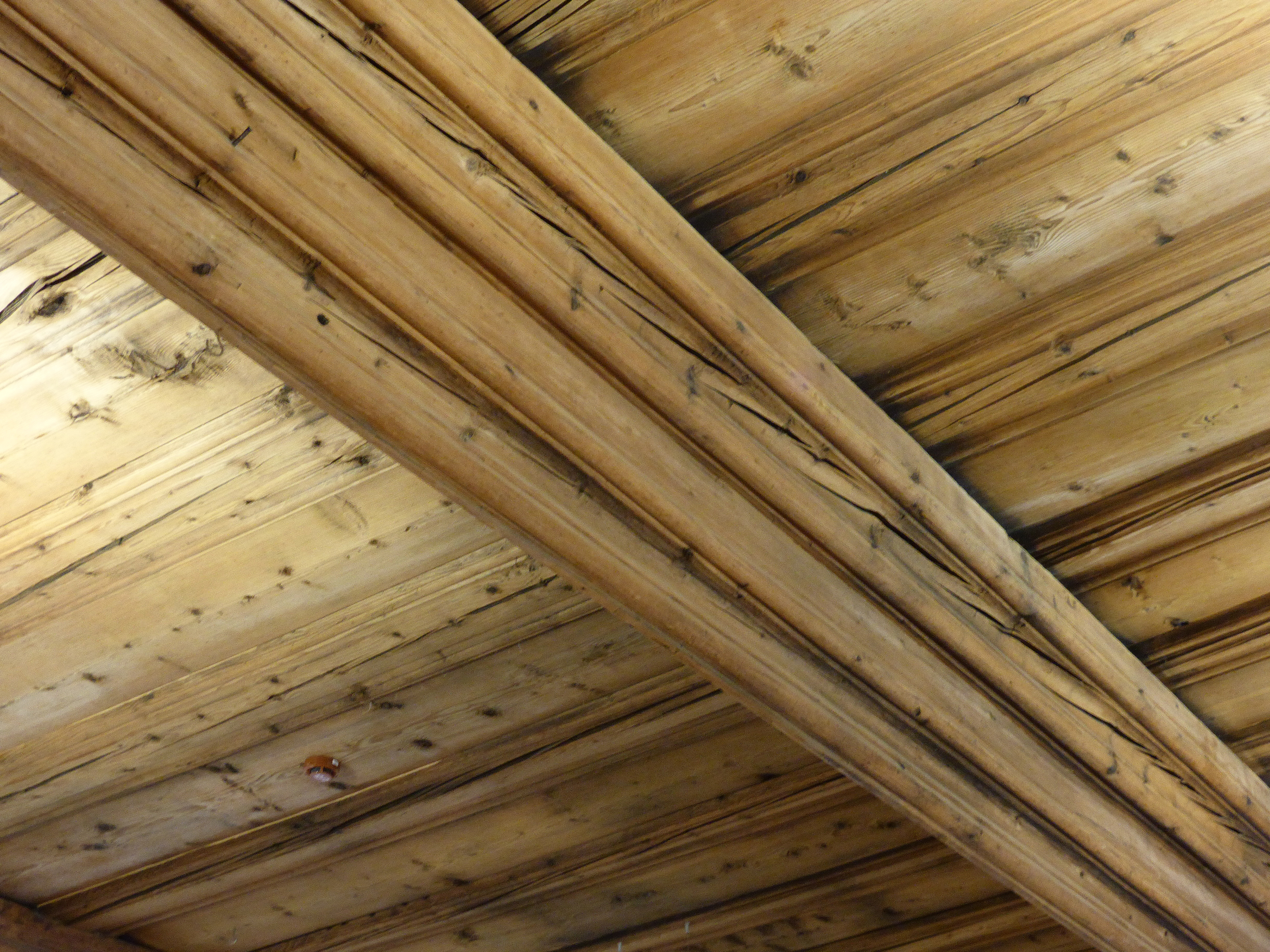
Holzdecke mit profiliertem Tragbalken